# Verein Vobis
Der Verein für offene Begegnung und Integration durch Sprache (Vobis) ist ein Kärntner Verein, der sich um Asylwerber kümmert. Der im Januar 2008 gegründete Verein hat sich zur Aufgabe gemacht, mit ehrenamtlichen Kräften Asylsuchenden das Erlernen der deutschen Sprache zu ermöglichen.

## Geschichte
Ab November 2007 wurde ein Pilotprojekt in zwei Kärntner Flüchtlingspensionen mit einem dreimonatigen Unterricht gestartet. Durch den daraus resultierenden Erfolg wurde der Verein Vobis im Januar 2008 offiziell eingerichtet. Im März desselben Jahres fanden die ersten Deutschkurse statt, die seither regelmäßig jedes Semester stattfinden. Mit dem Ende dieses ersten Semesters fand mit Kooperation der VSSTÖ ein multikulturelles Sommerfest an der Universität Klagenfurt statt. Kurz darauf ist der Verein ins „Aktionskomitee für mehr Menschlichkeit und Toleranz in Kärnten“ aufgenommen worden. Ein eigenes Büro wurde im November 2008 in Klagenfurt eröffnet.
Seit Beginn 2009 ist der Verein auch Mitglied der regionalen Armutskonferenz in Kärnten. Im Februar desselben Jahres erreicht Vobis den 3. Platz beim Sozialpreis Helfende Hände der Stadt Klagenfurt. In Kooperation mit dem Slowenischen Kulturverein Rož wurde wenig später das Benefizkonzert Integrationsfešta Heimat-Los/Srečo-Lov veranstaltet. Im Rahmen des 3. Platzes beim Wiener Sozialpreis SozialMarie im Mai 2009 übernimmt der Kabarettist Michael Niavarani für ein Jahr den „Ehrenschutz“ des Vereins Vobis.
Im Juni 2009 fand eine Kinderzeichnungs-Ausstellung von Flüchtlingskindern an der Universität Klagenfurt, mit Unterstützung von Klaus Ottomeyer im Rahmen des jährlichen Sommerfestes statt. Anschließend erfolgten Intensiv-Deutschkurse für eine Gruppe unbegleiteter minderjähriger Flüchtlinge. Diese Sommerpause 2009 endete mit der Aufführung des Theaterstücks „Frederik“ in Villach, das durch Kinder und deren Mütter (Asylsuchenden) aus vier verschiedenen Ländern möglich wurde.
Im Oktober 2009 nahmen Kärntner Asylsuchende an der langen Nacht der Museen in Klagenfurt mit einem eigens aufgestellten Chor teil. Im Dezember desselben Jahres ereignete sich in Velden der Charity-Auftritt von Michael Niavarani.
Als einzige Kärntner Initiative wurde Vobis vom österreichischen Sprachen-Kompetenz-Zentrum mit dem Europäischen Spracheninnovationssiegel 2010 ausgezeichnet und darf fortan das ESIS Siegel tragen.
Der Verein und seine ehrenamtlichen Mitglieder wurden gemeinsam mit Krassimira Dimova, aus St. Jakob im Rosental, für ihr Engagement mit dem Kärntner Menschenrechtspreis 2010 geehrt.

## Tätigkeit und Ziel
Vereinszweck ist, dass sich die Lebenssituation von Asylsuchenden in Kärnten verbessert. Hierbei bietet der Verein ehrenamtlich Deutschkurse an, um so den betroffenen Personen das Leben in Österreich zu erleichtern. Vobis entwickelte mehrere Kurse, die je nach Altersklasse abgestimmt wurden, wodurch eine Integration für alle Altersstufen möglich ist. Die Kurse unterscheiden sich auch durch das Niveau. Um den Asylsuchenden eine Teilnahme zu ermöglichen, finden die Deutschkurse meist vor Ort in den Flüchtlingspensionen statt. Des Weiteren gibt es in kinderreichen Pensionen zusätzlich ein Kinderbetreuungsangebot während des Deutschkurses. Es ereignen sich zwei Kurse pro Jahr, die demzufolge in zwei Semester gegliedert sind, und zwar von März bis Juni und von Oktober bis Jänner.
Zu Beginn des jeweiligen Semesters werden immer neue Mitarbeiter gesucht, denen eine ausgiebige Einführungsveranstaltung einen Einblick in die Grundlagen der Didaktik und das Arbeiten mit teilweise sehr traumatisierten Flüchtlingen ermöglichen soll. Nach der Einschulung betreuen Teams von etwa zwei bis vier Personen einen der wöchentlichen Deutschkurse in einer der Flüchtlingspensionen.
Seit November 2008 gibt es ein Vereinsbüro in Klagenfurt. Es dient neben einer Administrationszentrale als Anlaufstelle für alle Mitarbeiter und Interessenten. Für die Flüchtlinge bietet sich hier auch die Möglichkeit der Internetnutzung. Eine weitere Anlaufstelle für Asylsuchende bietet der Vobis-Kurs im Diözesan-Haus in Klagenfurt. Dort finden wöchentlich parallele Kurse verschiedensten Niveaus statt. Als Information nach außen wird seit April 2009 die Vereinszeitung Quo Vobis herausgegeben, worin einerseits Vereinsinfos, aber auch Flüchtlingsschicksale dargestellt werden.
Die Finanzierung des Vereins erfolgt ausschließlich über Mitgliedsbeiträge, Sach- und Geldspenden sowie die Einnahmen einzelner Benefizveranstaltungen.

## Auszeichnungen
- Februar 2009: Vobis erreichte den 3. Platz beim Sozialpreis Helfende Hände der Stadt Klagenfurt.
- Mai 2009: Vobis gewann als eine von zwölf Initiativen den 3. Platz des Wiener Sozialpreis SozialMarie.
- Oktober 2010: Vobis wurde mit dem Europäischen Spracheninnovationssiegel (ESIS) 2010 ausgezeichnet.
- Dezember 2010: Vobis wurde mit dem Kärntner Menschenrechtspreis 2010 geehrt.